# 프리드헴스플란역
프리드헴스플란(스웨덴어: Fridhemsplan) 역은 쿵스홀멘 지구에 있는 스톡홀름 지하철 그뢰나 선 및 블로 선의 역이다. 1952년 10월 26일 개업하였다. 매표소 중 한 곳은 스타드스하옌 지구에 있다. 그뢰나 선과 블로 선의 승강장은 환승 통로로 분리되어 있으며, 차량 운반에 사용되는 단선 연결선이 있다.
그뢰나 선은 1952년 10월 26일 개업하였고, 지하 18m에 승강장이 있다. 블로 선은 1975년 8월 31일 개업하였고, 지하 28-31m에 승강장이 있다.
여러 여술가가 역에 미술품을 설치하였다. 잉예예르드 묄레르(Ingegerd Möller)는 해변을 연상시키는 미술품을 설치하였다. 플레밍가탄/상트 에릭스가탄 교차 지점에는 포르투갈 리스본 지하철에서 선물한 디마스 마케도(Dimas Macedo)의 도자기 벽 및 칼 폰 린네의 조각상이 있다.

## 인접한 역
| 블로 선                           | 블로 선         | 블로 선                                                        |
| --------------------------------- | --------------- | -------------------------------------------------------------- |
| 스타드스하옌 율스타 · 아칼라 방면 | T10 · T11       | 로드후셋 쿵스트레드고르덴 방면                                 |
| 그뢰나 선                         |                 |                                                                |
| 토릴드스플란 헤셀뷔 스트란드 방면 | T17 · T18 · T19 | 상트 에릭스플란 스카르프넥 · 파르스타 스트란드 · 학세트라 방면 |